# Anomala castaneoventris
Anomala castaneoventris är en skalbaggsart som beskrevs av Bates 1866. Anomala castaneoventris ingår i släktet Anomala och familjen Rutelidae. Inga underarter finns listade i Catalogue of Life.